# Église de la Nativité de la Vierge de Brannay
Pour les articles homonymes, voir Église de la Nativité.
L'église de la Nativité de la Vierge de Brannay est une église située à Brannay, dans le département de l'Yonne, en France.

## Description & historique
C'est un édifice simple comportant une tour porche, une nef, un transept et un chœur. Elle fait suite à un édifice plus ancien fondé vraisemblablement durant le haut Moyen Âge attesté par la Charte de Salon, Vicomte de Sens, Seigneur de Chaumont-sur-Yonne, de Branny et de Lixy lorsqu'il concéda en 1132 le territoire de Brannay au Chapitre de la Cathédrale de Sens. La partie la plus ancienne est sa tour porche édifiée à la fin du XIIe début XIIIe s. caractéristique régionale des églises de la zone géographique qui englobe le Nord Sénonais et la Brie. Le cheminement dans l'édifice depuis la porte principale suit la chronologie de la construction. La nef toute simple, est pourvue de quatre fenêtres hautes et étroites en plein cintre. Elle est datée entre la fin du XIIe et du début du XIIIe siècle. Au XVe siècle sa toiture devait être en mauvais état car elle reçoit alors une voûte en carène de bateau. Enfin le dernier grand réaménagement de l'édifice est dû à l'architecte Lefort au XIXe s. avec la modification du transept et l'allongement du chœur. À cette occasion les verrières de l'église sont refaites grâce à la donation de Mr & Mme Dupuis-Putois habitants du château de Plénoche à Brannay dont on peut voir les portraits à la base de deux des vitraux de l'abside : saint Hubert & l'Immaculée conception.

## Vitraux
Il y a quinze fenêtres munies de verrières dans l’église et une verrière au-dessus de la porte principale de la nef. La plupart sont des compositions où les formes géométriques à contour coloré (bleu, rouge, jaune) s’entremêlent à des décors végétalisant de rinceaux, fleurons ou perles… sur fond en grisaille. La verrière située au-dessus de la porte principale est ornée d'une composition de losanges alternativement verts et blancs, disposés en ½ cercle. Enfin, quatre verrières sont ornées de compositions figurées inscrites à l'inventaire depuis 1996. L'Immaculée Conception, saint Hubert (patron des chasseurs) et sainte Félicité (martyre morte à Rome au IIe s.) ornent les fenêtres de l'abside et portent la signature suivante "J. Vantillard Paris 1879". Le transept Nord abrite une verrière ornée en son centre de d'une représentation de saint Jacques le Majeur (saint Jacques de Compostelle), provenant d'un vitrail daté de 1520, et qui fut remonté probablement par Vantillard au XIXe siècle. Au printemps 2020, l'ensemble des vitraux a fait l'objet d'une campagne de nettoyage et les six verrières endommagées ont été restaurées à l'initiative de l'Association Prégente qui a contribué pour 96% du montant des travaux.

## Cloche
La cloche située dans le beffroi a vraisemblablement été fondue au pied de l'église durant la Renaissance, et baptisée en août 1549 par Prégent Lucas, Seigneur de Brannay. C'est la raison pour laquelle elle porte le joli nom de Prégente ce qu’atteste l'inscription gravée en caractères gothiques sur deux lignes à la base du cerveau.
« Lan mil vc quarante neuf ua moys daoust noble et puissant seigreun  pregent lucas seigneur de courcelles ordebrasse aulnay les barres et brannay me nomma pregente » .
On notera les erreurs dans la gravure de la dédicace.

## Monument Historique
La tour porche est inscrite au titre des monuments historiques depuis 1995.
La cloche Prégente a été classée en 1942.
Le vitrail du transept avec saint Jacques le Majeur est un objet mobilier protégé figurant à l'inventaire depuis 1996 de même que les vitraux figurés de l'abside.

## Annexes

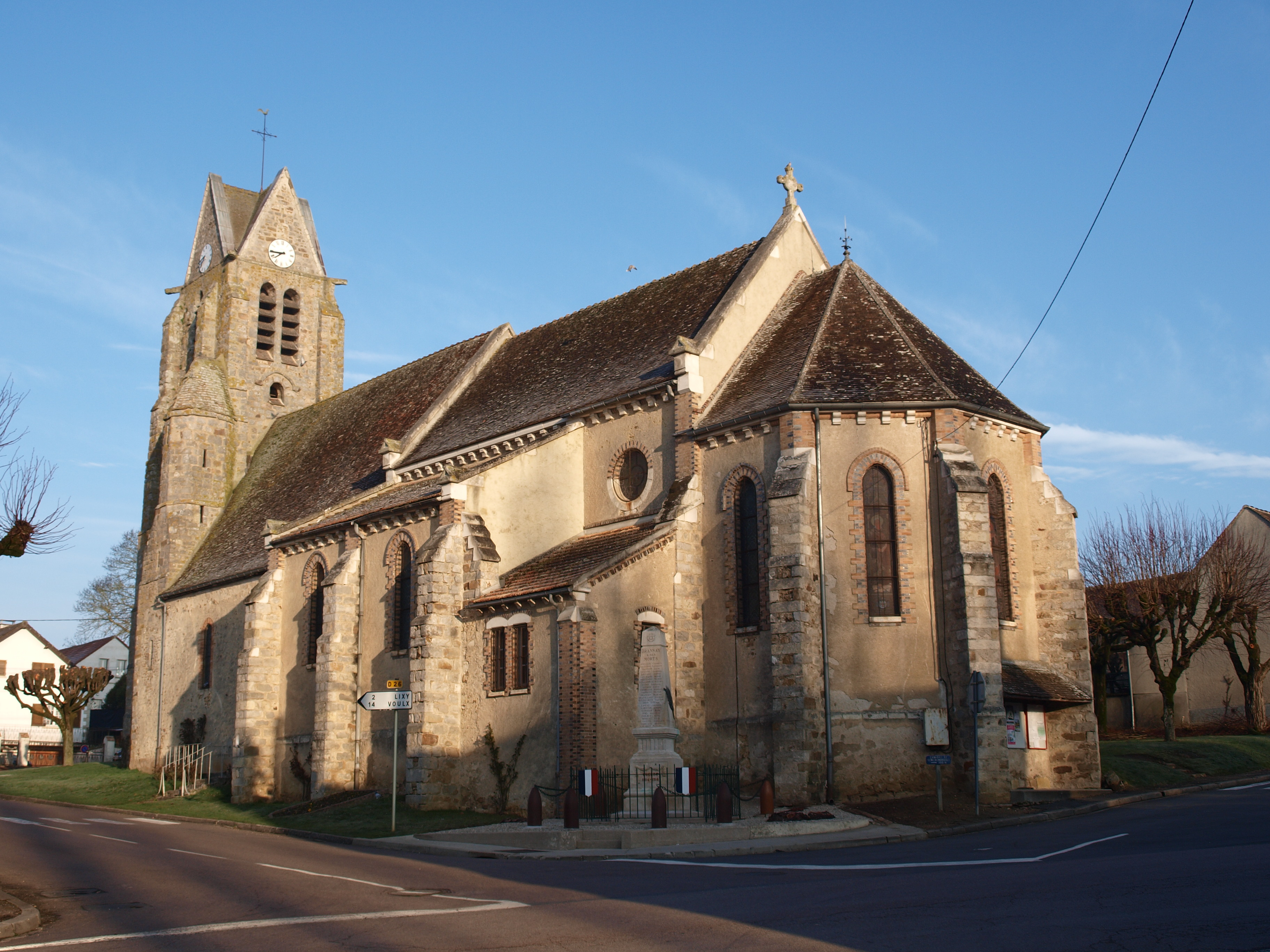
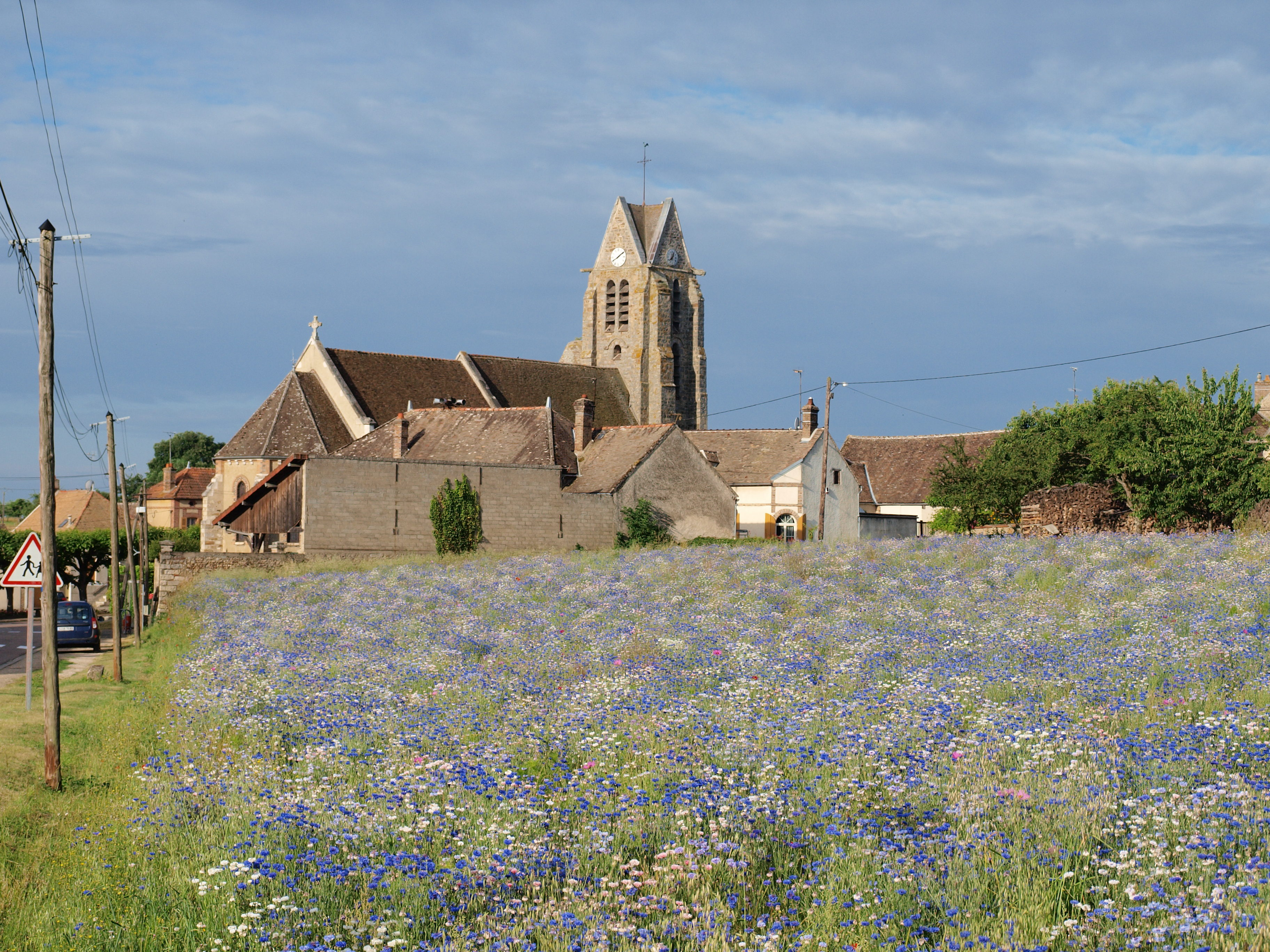
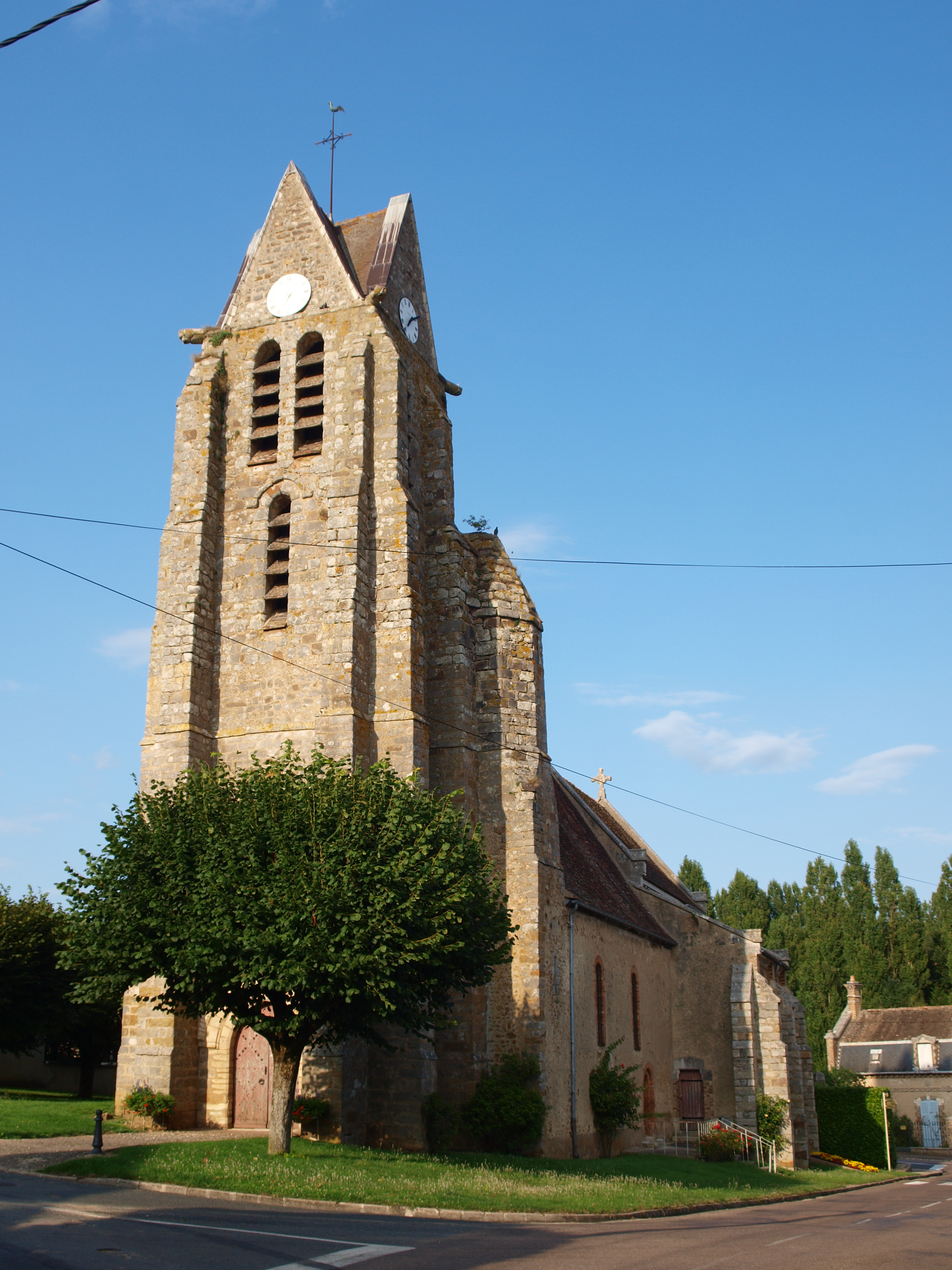
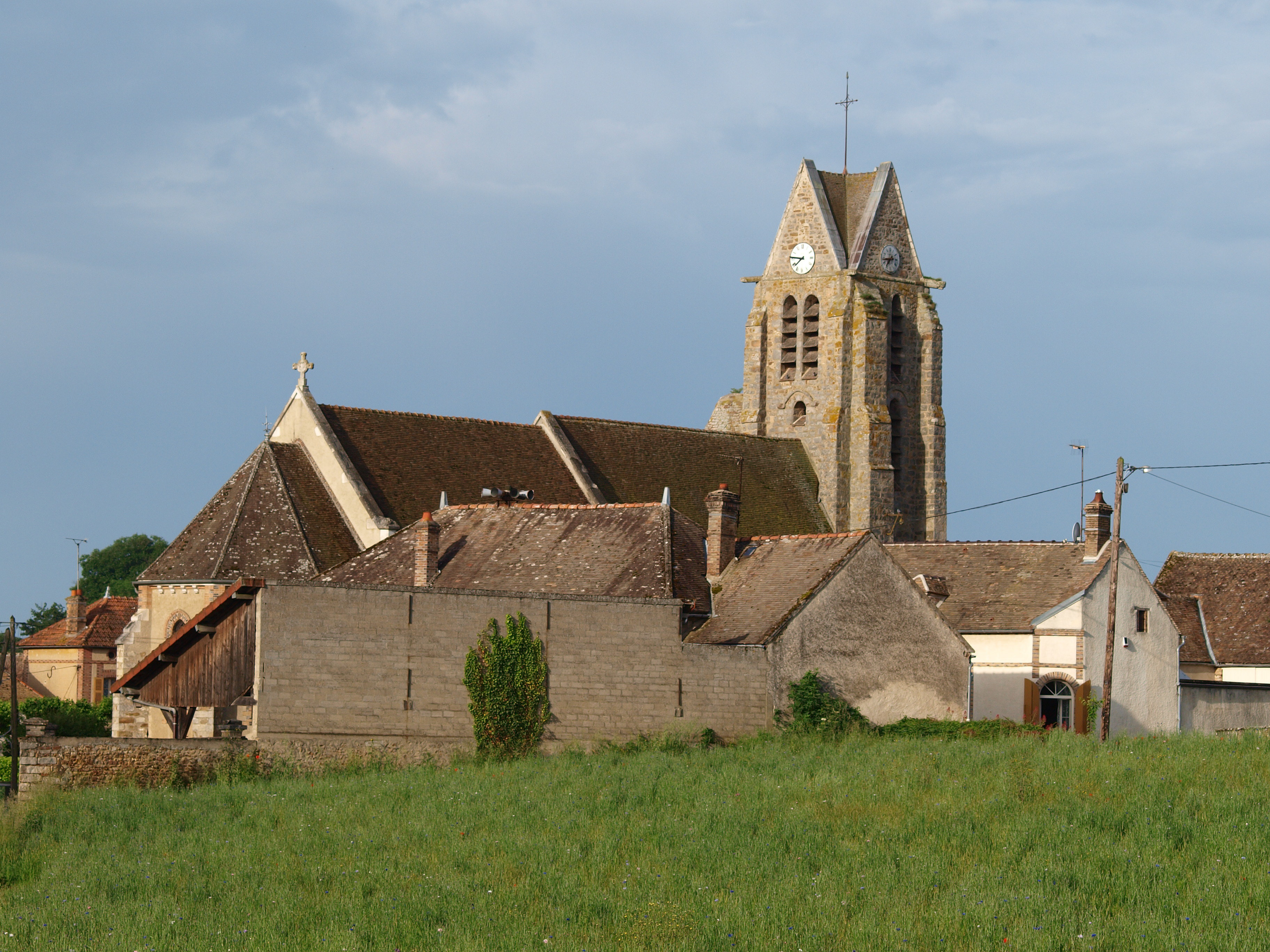
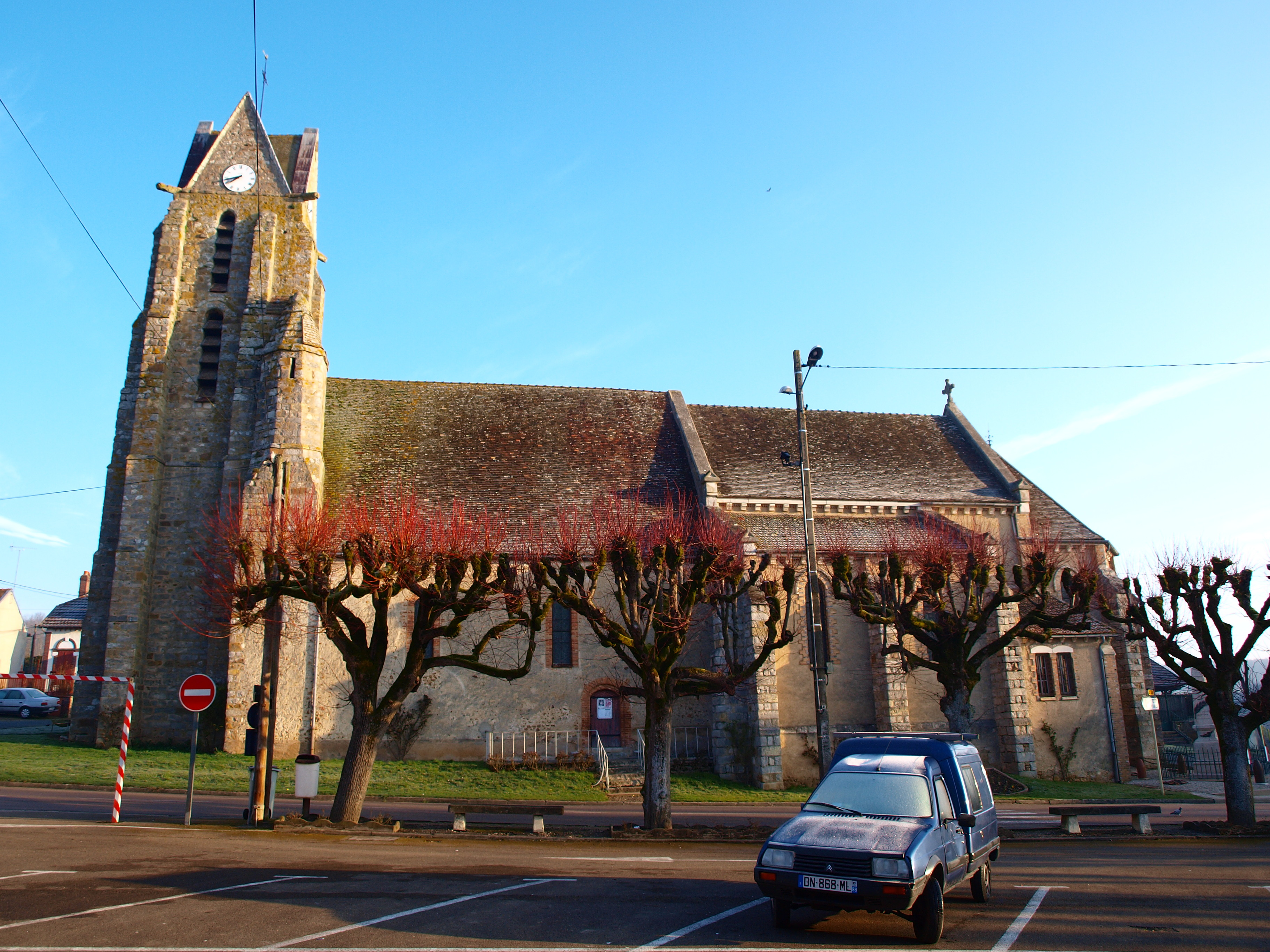
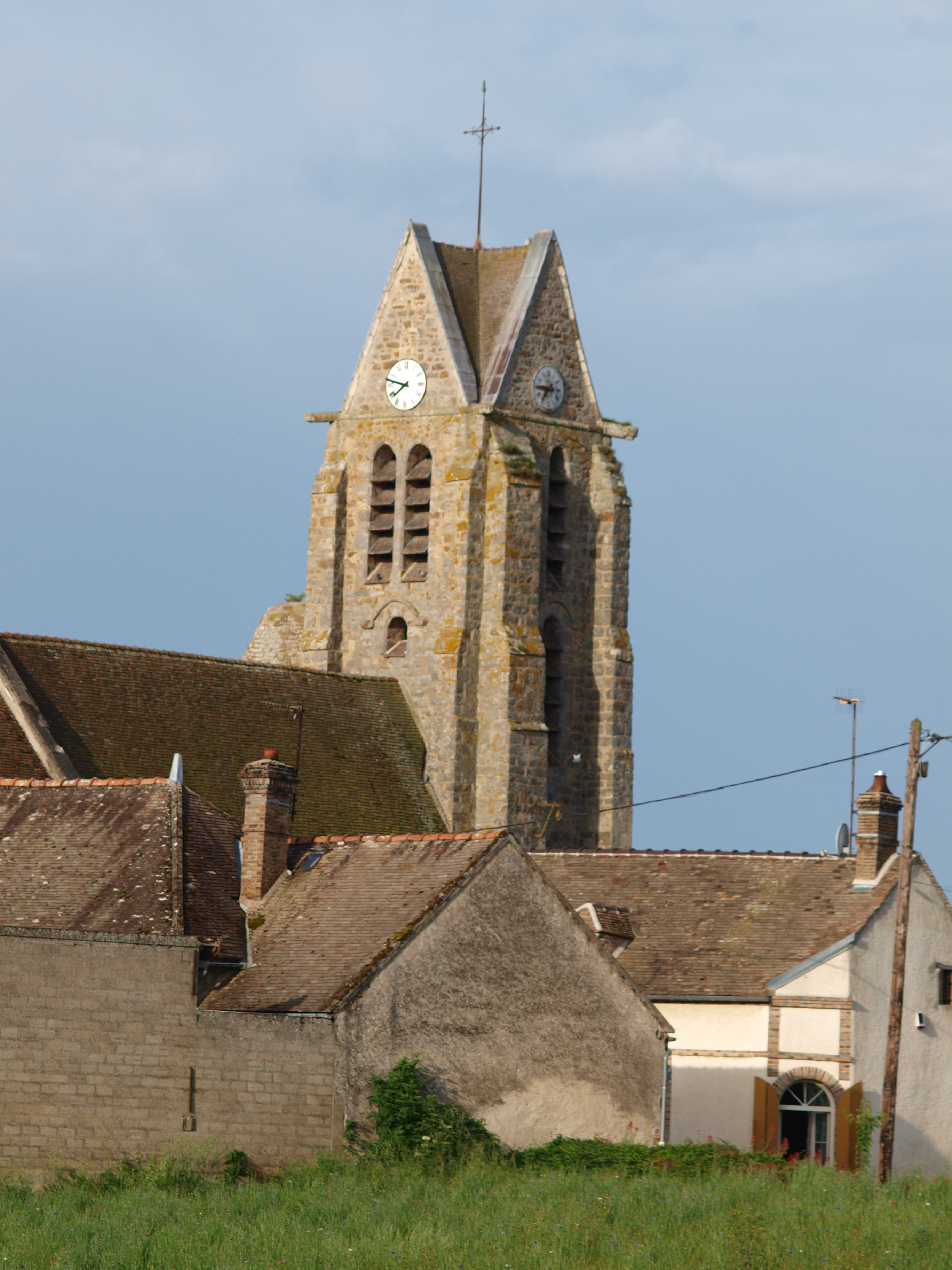
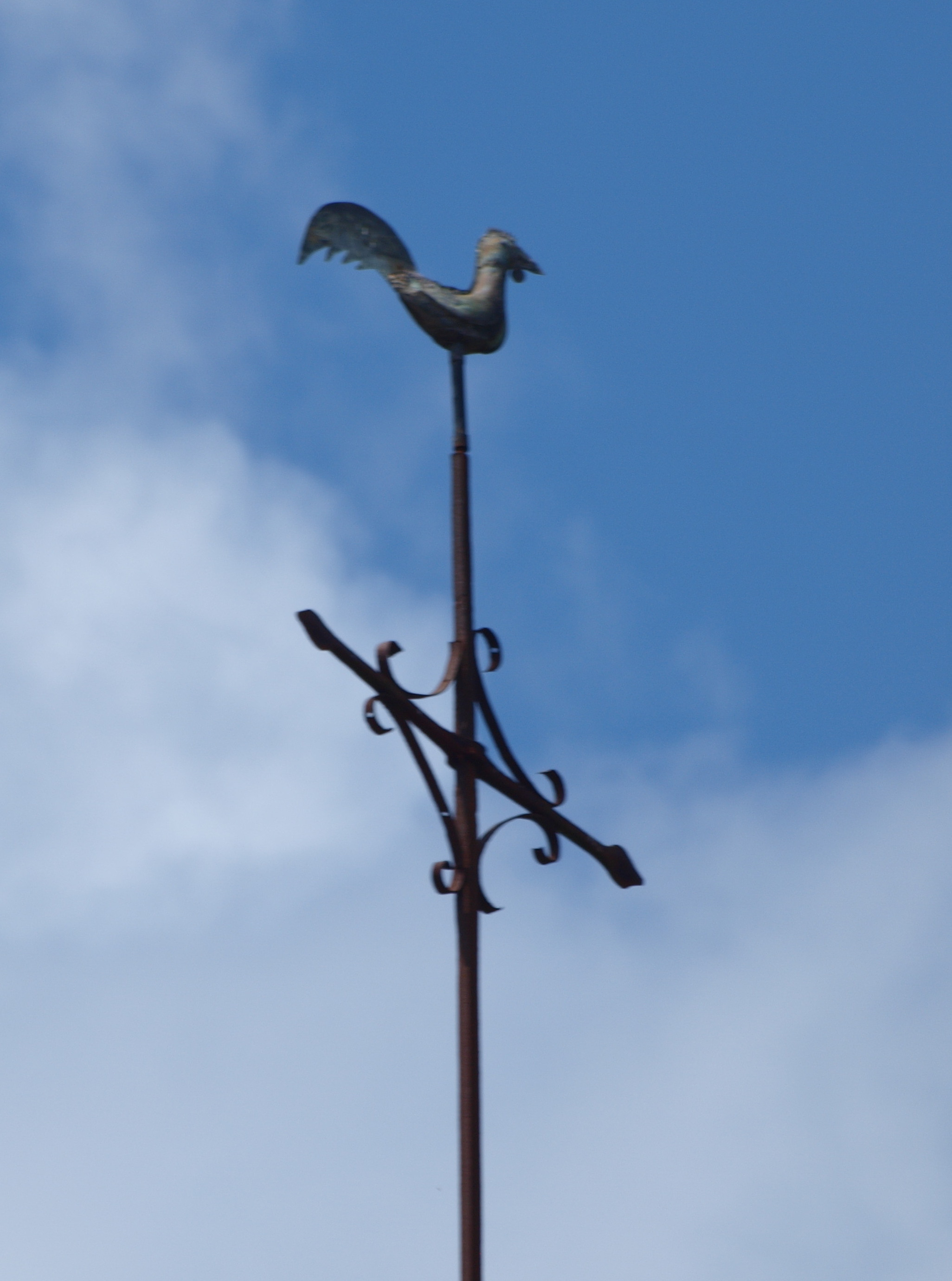